# 三重県道713号東大淀小俣線

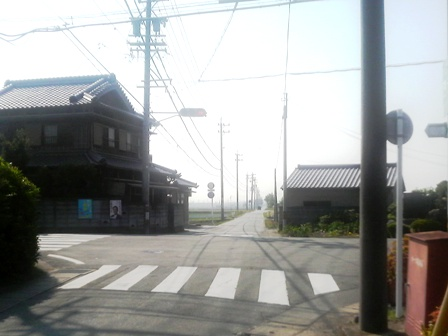
起点（2008年10月19日撮影）
起点にある交差点、奥に伸びるのが県道713号、手前を左右に走るのが県道60号

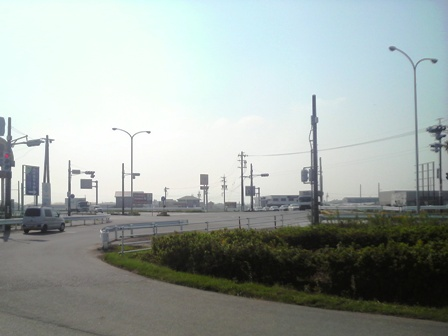
東大淀町交差点（2008年10月19日撮影）
国道23号との交差点、東大淀町側から見る

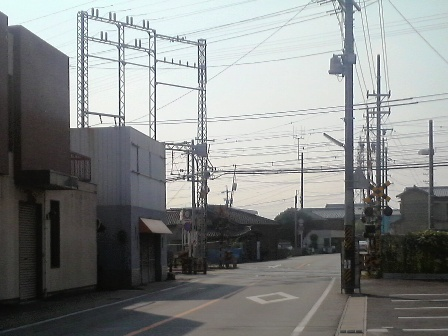
明野駅西側の踏切（2008年10月19日撮影）
近鉄山田線との踏切、東大淀町側から見る

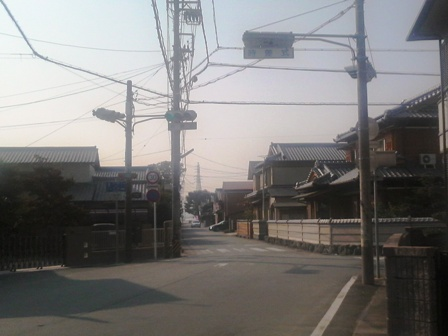
終点（2008年10月19日撮影）
手前は県道713号、右から奥へ伸びるのが県道428号

三重県道713号東大淀小俣線（みえけんどう713ごう ひがしおいずおばたせん）は、三重県伊勢市内を走る一般県道である。

## 概要

### 路線データ
- 起点：三重県道60号伊勢松阪線との交点（伊勢市東大淀町）北緯34度33分15.8秒 東経136度39分43.3秒 / 北緯34.554389度 東経136.662028度
- 終点：三重県道428号伊勢小俣松阪線との交点（伊勢市小俣町明野）北緯34度31分10秒 東経136度40分1.5秒 / 北緯34.51944度 東経136.667083度
- 総延長：4.005 km（路線認定調書 平成19年4月1日現在）

## 沿革
- 1959年
  - 1月25日 - 県道東大淀小俣線（県道番号713）として路線認定される。
  - 5月8日 - 道路の区域が「伊勢市東大淀町から度会郡小俣町明野（現・伊勢市小俣町明野）まで」に決定する。（総延長4.76km）
  - 5月19日 - 道路の供用を開始する。

## 路線状況

### 重複区間
- 三重県道714号村松明野停車場線 近鉄山田線との踏切付近（伊勢市小俣町明野）

## 地理

### 通過する自治体
- 三重県
  - 伊勢市

### 接続する道路
- 三重県道60号伊勢松阪線
- 国道23号 - 東大淀町交差点
- 三重県道714号村松明野停車場線
- 三重県道428号伊勢小俣松阪線

### 周辺
- 伊勢市立東大淀小学校
- 松本塚跡
- 陸上自衛隊 明野駐屯地（航空学校）
- 独立行政法人高齢・障害・求職者雇用支援機構三重支部 三重職業能力開発促進センター伊勢訓練センター（ポリテクセンター伊勢）
- 三重県立明野高等学校
- 伊勢市立明野幼稚園